# Lethyna
Genre
Lethyna est un genre d'insectes diptères de la famille des Tephritidae.

## Liste des espèces
Selon GBIF (7 janvier 2024) :
- Lethyna aequabilis Munro, 1957
- Lethyna blaesa Munro, 1957
- Lethyna evanida (Bezzi, 1924)
- Lethyna gladiatrix (Bezzi, 1920)
- Lethyna liliputiana (Bezzi, 1924)
- Lethyna nexilis Munro, 1957
- Lethyna permodica Munro, 1957

## Classification
Le nom valide complet (avec auteur) de ce taxon est Lethyna Munro (d), 1957.